# James Carroll (batteriologo)
James Carroll (Woolwich, 5 giugno 1854 – Washington, 16 settembre 1907) è stato un medico, ufficiale e batteriologo britannico naturalizzato statunitense, ufficiale medico dell'esercito americano. Fece parte della Commissione per la febbre gialla, il gruppo di ricerca che nel 1900 a Cuba svelò la patogenesi della malattia dopo aver fatto esperimenti su loro stessi..

## Biografia
James Carroll nacque in Inghilterra da James Carroll e da Harriet Chiverton, i quali emigrarono in Canada nel 1859. Nel 1874 si trasferì negli Stati Uniti dal Canada, dove aveva lavorato come boscaiolo, e si arruolò nello stesso anno nell'Esercito americano dove rimase per il resto dell'esistenza. Assegnato ai servizi sanitari come infermiere, mostrò interesse per la medicina. Ottenne il permesso di seguire dei corsi di base alla St. Paul University e in seguito al Bellevue Hospital Center della New York University School of Medicine. Nel frattempo, nel marzo 1888, si sposò con Jennie George Lucas. Si laureò poi in medicina nel 1891 all'Università del Maryland mentre era ancora sergente. Seguì un corso post laurea di batteriologia alla Johns Hopkins University, che gli fu offerto da Welch. All'Esposizione universale del 1893, che si svolse a Chicago, Carroll fu messo a capo dello stand dell'Esercito statunitense nel quale veniva presentato il servizio di batteriologia. Nel 1895 fu assegnato all'Army Medical Museum di Washington, diretto da Walter Reed, col quale iniziò a collaborare in progetti assegnati loro dal generale Sternberg. Nel maggio 1898, poco dopo lo scoppio della guerra ispano-americana, Carroll venne richiamato nel corpo sanitario dell'esercito come assistente chirurgo.

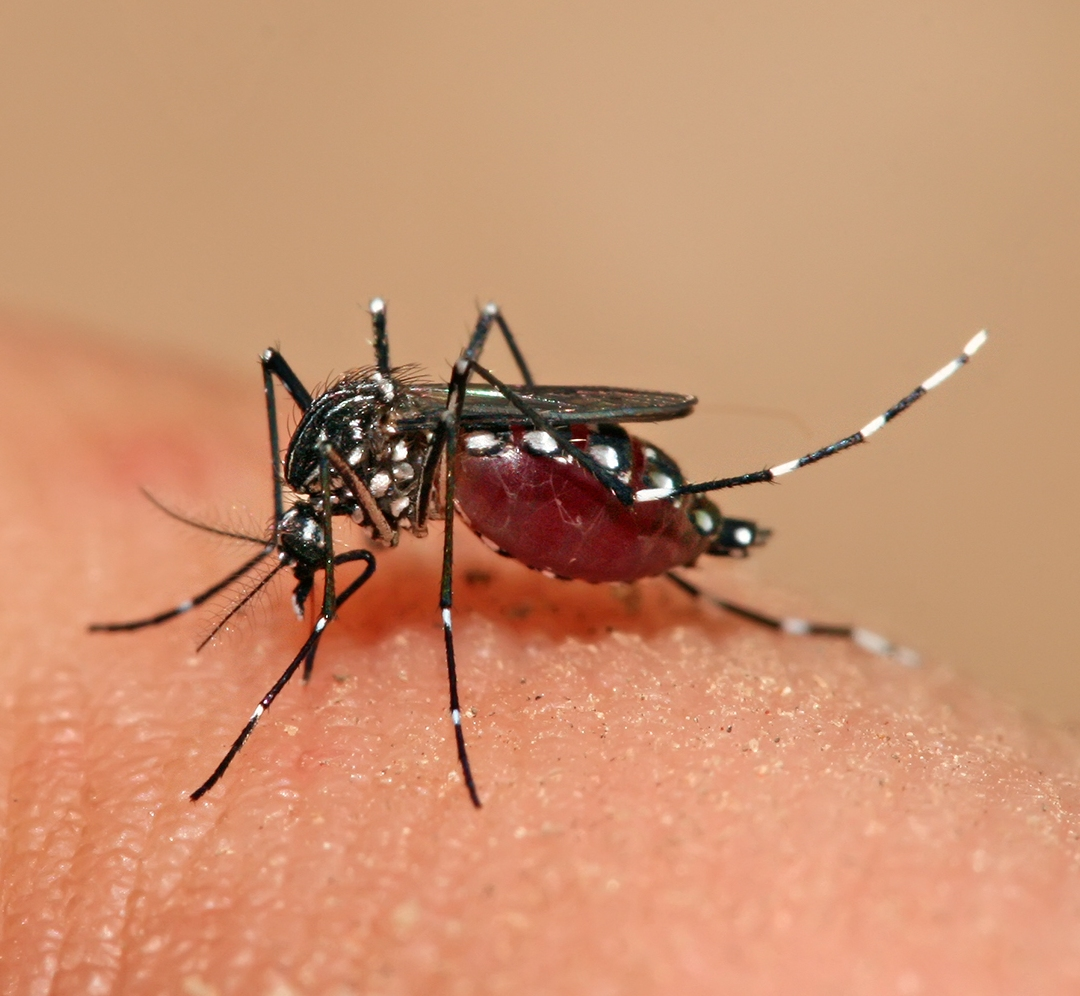
Un esemplare di Aedes aegypti, veicolo della febbre gialla, si sta nutrendo da un essere umano

Nel 1900 fu nominato, con Walter Reed, Jesse William Lazear e Aristide Agramonte, alla Commissione per la febbre gialla all'Avana. Dopo alcune settimane, la Commissione ritenne che il presunto agente etiologico della febbre gialla fosse il Bacillus cholerae suis di Sanarelli. L'impossibilità a isolare microrganismi da tessuti degli ammalati e la mancata evidenza di contagio interumano fece ben presto ritenere che potesse essere vera la teoria di Carlos Finlay secondo la quale la febbre gialla era causata dalla zanzara Stegomyia fasciata (Aedes aegypti). Ottenute da Finlay delle uova di Stegomyia fasciata, la Commissione decise di sperimentare su esseri umani l'ipotesi di Finlay. Gli stessi membri della Commissione si offrirono volontari per la sperimentazione facendosi pungere da zanzare infette «nell'interesse della scienza e dell'umanità». Carrol fu il primo uomo ad ammalarsi di febbre gialla per la puntura sperimentale di una zanzara; subì gravi danni al miocardio ma sopravvisse, Lazear invece morì. La Commissione effettuò quindi un esperimento ben pianificato che dimostrò la validità della teoria di Finlay. Ulteriori esperimenti di Carroll dimostrarono che l'agente, potendo passare attraverso le candele filtranti di Berkefeld e di Chamberland, fosse di natura non batterica.
Debilitato nel fisico, Carroll morì nel 1907. Il Congresso stanziò una pensione annua di 1500 dollari per la vedova e i sette figli. Un senatore si era opposto dichiarando che la vedova era ancora in età di provvedere a se stessa.